# Medetera pseudonigripes
Medetera pseudonigripes är en tvåvingeart som beskrevs av Robinson 1975. Medetera pseudonigripes ingår i släktet Medetera och familjen styltflugor.
Artens utbredningsområde är Dominica. Inga underarter finns listade i Catalogue of Life.